# グロウラー (潜水艦)
グロウラー (USS Growler, SS-215) は、アメリカ海軍の潜水艦。ガトー級潜水艦の1隻。艦名はオオクチバスの通称に因む。同名のアメリカ軍艦（USS Growler）としては米英戦争で相次いで鹵獲したイギリス艦エクスペリメント号とチャブ号を改名して以来3隻目。なお、戦没から14年後にグレイバック級潜水艦2番艦として4代目「グロウラー」が就役している。

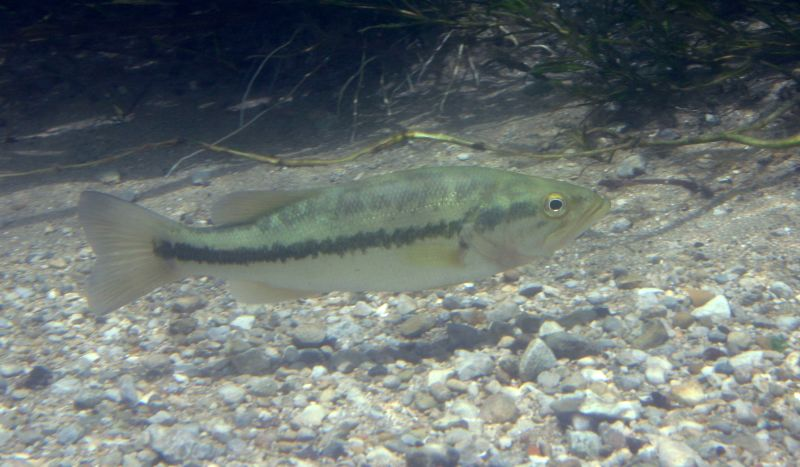
オオクチバス（通称Growler）

## 艦歴
グロウラーはガトー級潜水艦の中でも初期に起工された一隻である。1941年2月にコネチカット州グロトンのエレクトリック・ボート社ドックにおいて起工され、1941年11月2日にロバート・L・ゴームレー夫人ルーシーによって命名、進水。1942年3月20日に艦長ハワード・W・ギルモア少佐（アナポリス1926年組）の指揮下就役する。

### 第1の哨戒 1942年6月 - 7月
グロウラーは就役直後にミッドウェー海戦に参加し、オアフ島近海で哨戒した。
6月20日、グロウラーは最初の哨戒でアリューシャン列島方面に向かった。ミッドウェー島で給油の後、キスカ島の周辺海域で哨戒を開始する。7月5日未明、グロウラーは北緯52度01分 東経177度44分 / 北緯52.017度 東経177.733度のキスカ島沖で小艦隊と遭遇する。この小艦隊（指揮官原田覚千代田艦長）はキスカ島向けの海軍陸戦隊や甲標的を乗せた特設運送船「あるぜんちな丸」（大阪商船、12,755トン）および水上機母艦「千代田」をキスカ島まで護衛した後、沖合で仮泊していた第十八駆逐隊の駆逐艦「霰」「霞」「不知火」であり、折からの濃霧のため、投錨位置が予定と大幅に異なって湾外に位置していた。グロウラーはまず先頭と二番艦に魚雷を1本ずつ発射し、そして三番艦に魚雷2本を発射した。三番艦に向けて発射した魚雷は、1本目は外れたものの、2本目が前檣下に命中するのを確認した。魚雷発射管を吹き飛ばされた「霰」は主砲で反撃を試みたが、逆にもう1本魚雷を撃ち込まれ船体をV字に折られて沈没。「霞」は艦首一番砲塔下に命中、浸水と大火災が発生し艦首が右に屈曲沈下し、即時の自力航行や曳航が不可能なほど大破。「不知火」も第一缶室に被雷し第一、第二缶室が浸水した上、後甲板も屈曲しこれまた即時の自力航行や曳航が不可能なほど大破した。両艦とも復旧までに1年強も費やす結果となり、「不知火」座乗の第十八駆逐隊司令宮坂義登大佐が責任を取って自決する羽目となった。宮坂大佐は7月14日付で第18駆逐隊司令の任を解かれ、翌年3月20日付で予備役に編入された。
「駆逐艦2隻を撃沈した」と判定されたグロウラーは、哨戒を続けた。
2日後の7月7日には、キスカ島マッカーサーリーフ周辺を哨戒中に、この海域を警戒中の第21駆逐隊（若葉、初春）による爆雷攻撃を受けるが、被害はなかった。7月17日、グロウラーは27日間の行動を終えて真珠湾に帰投した。

### 第2の哨戒 1942年8月 - 9月
8月5日、グロウラーは2回目の哨戒で東シナ海方面に向かった。8月21日に台湾近海の哨戒海域に到着し、2日後の8月23日夜には北緯22度50分 東経121度20分 / 北緯22.833度 東経121.333度の地点で輸送船「菊月丸」（南日本汽船、1266トン）に対して浮上攻撃により魚雷を2本発射するも魚雷は「菊月丸」の下を通過したため、グロウラーはさらに攻撃しようとしたが、「菊月丸」は反撃しつつ巧みに浅瀬の方に逃げて振り切った。8月25日朝、グロウラーは北緯22度27分 東経120度16分 / 北緯22.450度 東経120.267度の地点で、漁船団の真っ只中から陸軍輸送船「三池丸」（日本郵船、11,738トン）に対して魚雷を3本発射したが、これも命中しなかった。グロウラーは3時間もの間、爆雷の脅威に晒された。グロウラーは爆雷攻撃が止むと浮上し、今度は5隻の輸送船と1隻の護衛艦からなる輸送船団を発見して攻撃態勢に移ったが、53発の爆雷を投下され、この輸送船団への攻撃は失敗に終わった。間を入れず、グロウラーは北緯22度23分 東経120度10分 / 北緯22.383度 東経120.167度の高雄灯台210度沖の地点で、「三池丸」が雷撃を受けた報告により対潜掃討中を行っていた特設砲艦「千洋丸」（東洋汽船、2,904トン）に対して魚雷を3本発射し、うち1本を命中させて撃沈した。グロウラーは再び爆雷攻撃を受けたが、この攻撃も何とかしのいだ。その後3日間の間に、それ以上の獲物がなかったため、グロウラーは台湾東部に針路を向けた。8月30日夜には北緯25度26分 東経122度12分 / 北緯25.433度 東経122.200度の地点で7,000トンないし8,000トン級輸送船を発見し魚雷を3本発射したが、命中した様子はなかった。8月31日未明、グロウラーは北緯25度43分 東経122度38分 / 北緯25.717度 東経122.633度の基隆港北東海面埠頭角沖で輸送船「永福丸」（山下汽船、5,867トン）を発見して魚雷を2本発射、1本が命中して永福丸は船体が2つに割れて沈没した。9月4日未明には漂流しているサンパンを発見し、浮上して3インチ砲弾を6発撃ち込んで始末した。その約3時間後、北緯25度47分 東経122度41分 / 北緯25.783度 東経122.683度の彭佳嶼近海で「厳島型敷設艦」あるいはタンカーと推定される大型艦船を発見し、まず魚雷を2本発射して2本とも命中させる。次いで魚雷を1本発射するがこれは外れ、さらに1本発射して命中させ、特務艦「樫野」は2分で沈没した。「樫野」沈没の報は2日後の9月6日夜になって知れ渡り、これに伴って対潜掃討が繰り広げられたが、グロウラーはその間隙を縫って9月7日夕刻に至り、北緯25度31分 東経121度33分 / 北緯25.517度 東経121.550度の富貴角70度の沖合いで輸送船「大華丸」（東亜海運、2,204トン）を発見して魚雷を2本発射し、1本を船橋下に命中させて撃沈した。棉花嶼近海で対潜掃討部隊らしき艦船を見た後、グロウラーは9月15日に哨戒海域を去った。帰途にも、9月16日に北緯24度25分 東経139度00分 / 北緯24.417度 東経139.000度の地点で1隻の空母と2隻の駆逐艦を、9月18日には北緯24度35分 東経147度15分 / 北緯24.583度 東経147.250度の地点で病院船「氷川丸」（日本郵船、11,622トン）をそれぞれ発見した。9月30日、グロウラーは49日間の行動を終えて真珠湾に帰投した。本艦での活躍が評価され、ギルモア艦長は勲章を授与された。

### 第3の哨戒 1942年10月 - 12月
10月23日、グロウラーは3回目の哨戒でソロモン諸島方面に向かった。ガダルカナル島の戦いなど、ソロモン方面の戦闘が激化しつつあり、グロウラーは交通遮断と、トラック諸島に出入りする艦隊監視、トラックとラバウル間の交通路の哨戒のための増援として送り込まれた。しかし、カビエン近海などで駆逐艦など8つの目標を確認するも、この哨戒では魚雷を発射する機会は一度もなかった。12月10日、グロウラーは49日間の行動を終えてブリスベンに帰投した。

### 第4の哨戒 1943年1月 - 2月
1943年1月1日、グロウラーは4回目の哨戒でソロモン諸島方面に向かった。前回同様、トラックとラバウル間の交通路の監視に従事。1月16日朝、グロウラーは南緯04度00分 東経151度55分 / 南緯4.000度 東経151.917度の地点でラバウルからパラオに向かう、8隻の輸送船と1隻の「朝潮型駆逐艦」からなる輸送船団を発見。先頭の輸送船に向けて魚雷を2本発射して1本が命中し、この攻撃により陸軍輸送船「智福丸」（会陽汽船、5,857トン）は船尾から沈没していった。駆逐艦と航空機、哨戒艇の眼から逃れたグロウラーは、ニューアイルランド島南方海面に針路を向けた。1月下旬からはカビエン近海、ステフェン海峡、エミラウ島、ムッソウ島方面で哨戒を行う。1月30日夕刻には、南緯01度14分 東経148度55分 / 南緯1.233度 東経148.917度のムッソウ島近海で6,500トン級輸送船を発見し、魚雷をまず3本発射するが全て外れ、続いて魚雷を1本発射して輸送船の船首部に命中させた。翌日、グロウラーは再び敵艦を発見し攻撃したが、発射された魚雷は2本ともグロウラーの方へ戻ってきた。だが、グロウラーはかろうじてそれを回避した。2月5日未明にもステフェン海峡近海で2隻の大型船を発見するが、相手は高速で航行している上に爆雷攻撃で対抗し、グロウラーはガスケット部などに損傷があった。夜に病院船を見届けた後、グロウラーはワトン島の方角に移動するが、2月6日夜に新しい任務に就くよう指令が入り、グロウラーは17ノットの速力で新しいエリアに向かった。

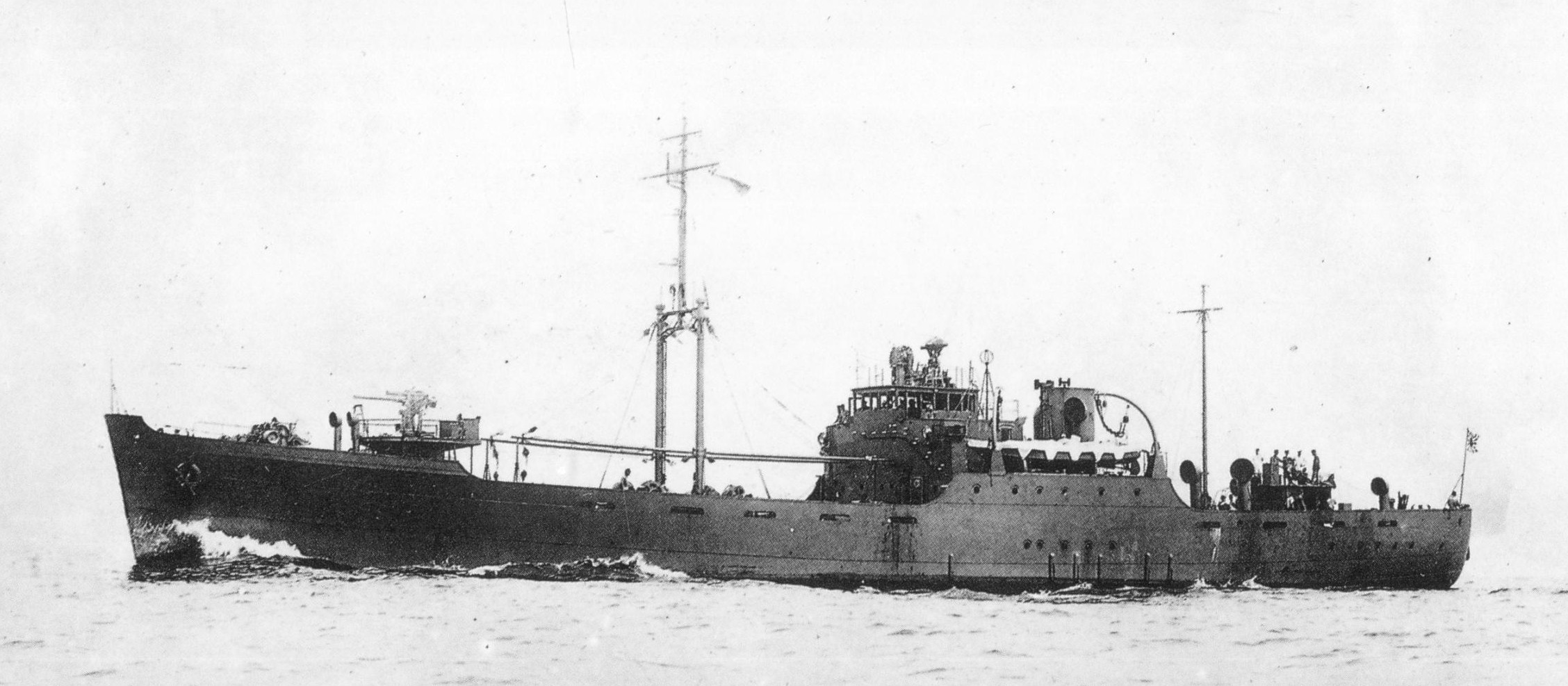
特務艦早埼

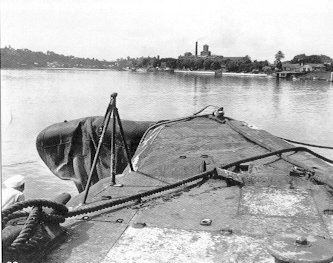
早埼との衝突で湾曲したグロウラーの艦首

2月7日未明、グロウラーは南緯03度34分 東経151度09分 / 南緯3.567度 東経151.150度の地点で蓄電池の充電を行っていた。ちょうど日本軍はガダルカナル島撤収作戦の最中で、位置はニューブリテン島ラバウルとニューアイルランド島カビエンの中間地点であった。その時、1隻の艦船が接近してきた。艦船との距離は2,000ヤード (1,800 m) で、進路は130度の方角であろうと判断される。この艦船は特務艦（給糧艦）「早埼」であり、横須賀からラバウルに向けてただ1隻で航行中であった。グロウラーの方が先に「早埼」を発見し、その行動をレーダーにより察知していたものの、艦橋にいたギルモア艦長以下の当直見張り員は気づくのが遅れた。グロウラーは体当たりを企図して反転し、全速力でグロウラーめがけて突入してきた「早埼」を避けるために、ギルモア艦長は咄嗟に取舵一杯を下令したものの、17ノットの速力が出ていたグロウラーは「早埼」の中央部に衝突。グロウラーは艦首から5メートルにわたり左舷側に90度折れ曲がるよう湾曲し、衝突の衝撃により50度も倒れた。「早埼」からは高角砲と機銃が乱射された。艦橋は血の海と化し当直見張り員のうち将校と水兵の計2名が即死し、残りも全員負傷した。ギルモアは深手を負い艦橋の手すりに辛うじて寄りかかった。ギルモアは他の負傷した見張り員を即座に艦内に入れるよう命令し、自身も入ろうとしたところでさらに撃たれて動けなくなってしまう。ついに進退窮まったギルモアは、艦内の乗組員に聞こえるように "Take her down.（潜航せよ）" と命令し、彼を艦橋に残したまま副長アーノルド・F・シャーデ少佐（アナポリス1933年組）は迷いを振り切り、ハッチを閉めて潜航するよう命じて危機から逃れることができた。グロウラーは夕刻になって浮上したが、そこには「早埼」の艦影もギルモアの姿もなかった。艦長が不在となって、シャーデが艦長心得となり、2月8日に哨戒の中止を報告。2月17日に49日間の行動を終えてブリスベンに帰投した。修理の際、艦首に2頭のカンガルーのデコレーションが付けられたので、グロウラーには "Kangaroo Express" （カンガルー・エクスプレス）という愛称がつけられた。グロウラーは衝突で「早埼」も撃沈したと判断し、「早埼」も敵潜水艦を撃沈したと報告した。
「砲艦と交戦中に」戦死したギルモア艦長には、名誉勲章が授与された。これは、潜水艦部隊に対する将兵へのものとしては6例中最初の受章であった。

### 第5、第6、第7の哨戒 1943年5月 - 11月
5月14日、グロウラーは5回目の哨戒でソロモン諸島方面に向かった。6月19日朝、グロウラーは北緯01度38分 東経148度15分 / 北緯1.633度 東経148.250度のアドミラルティ諸島ロスネグロス島北方海域で、パラオからラバウルに向かうP614船団を発見。近くにいた「グリーンリング」と連携してP614船団を追跡し、午後に入って先頭の大型輸送船に対して魚雷を4本、二番目の中型輸送船に対して魚雷を2本それぞれ発射。魚雷は陸軍輸送船「宮殿丸」（辰馬汽船、5,193トン）に2本命中し、航行不能に陥った「宮殿丸」は砲撃により処分された。6月30日、グロウラーは48日間の行動を終えてブリスベンに帰投した。
7月21日、グロウラーは6回目の哨戒でビスマルク諸島方面に向かった。8月2日朝、南緯01度32分 東経145度15分 / 南緯1.533度 東経145.250度の地点で1,500トン級武装トロール船を発見し、魚雷を3本発射したが命中しなかった。この哨戒では、この時以外に攻撃機会はなかった。9月12日、グロウラーは53日間の行動を終えてブリスベンに帰投した。
10月4日、グロウラーは7回目の哨戒でソロモン諸島、ビスマルク諸島方面に向かった。10月17日には南緯00度58分 東経150度41分 / 南緯0.967度 東経150.683度の地点で2隻の5,000トン輸送船と「朝潮型駆逐艦」からなる輸送船団を発見するが、目標と約6,000ヤード（約5.5キロ）離れていたので攻撃しなかった。そのまま船団を観測を続けていると零式水上観測機が飛来してくるのが見えたが、やがて友軍機の攻撃により零式水上観測機が爆発するのが見えた。その後も順調に哨戒を行っていたが、10月26日、グロウラーの主電動機と蓄電池が損壊し、出力しなくなった。応急修理は断念され哨戒は打ち切られ、翌27日に真珠湾に針路を向けた。11月7日、グロウラーは35日間の行動を終えて真珠湾に帰投。ハンターズ・ポイント海軍造船所に回航されてオーバーホールに入った。

### 第8の哨戒 1944年2月 - 4月
1944年2月21日、グロウラーは8回目の哨戒で東シナ海に向かった。ミッドウェー島で給油の後に哨戒海域に針路を向けたが、台風の影響により到着が一週間遅れた。また哨戒海域においても、しばしば潜望鏡観測が不可能なほどの悪天候に悩まされた。それでも3月22日には北緯27度55分 東経129度15分 / 北緯27.917度 東経129.250度の地点で2隻の輸送船を発見し、輸送船「帝瑞丸」（元ドイツ船モーゼル/大同海運委託、8,428トン）に対して魚雷を4本発射して1本が命中したと判断されたが、実際には回避された。4月10日には、北緯24度28分 東経144度42分 / 北緯24.467度 東経144.700度の地点で250トン級監視艇を撃沈した。4月17日、グロウラーは55日間の行動を終えてマジュロに帰投。艦長がトーマス・B・オークリー・ジュニア少佐（アナポリス1934年組）に代わった。

### 第9の哨戒 1944年5月 - 7月
5月14日、グロウラーは9回目の哨戒で「バング」「シーホース」とウルフパックを構成しルソン海峡方面に向かった。6月19日のマリアナ沖海戦前後はスリガオ海峡近海で日本艦隊の出入りを監視した。海戦後は台湾近海に移動し、哨戒を続ける。
6月29日未明、グロウラーは北緯19度00分 東経121度42分 / 北緯19.000度 東経121.700度のルソン島北岸アパリ沖でレーダーにより4隻の護衛艦を配する輸送船団を探知し、全速力で船団に接近して水上攻撃により魚雷を6本発射し、魚雷は特設運送船「香取丸」（日之出汽船、1,920トン）に3本が命中してこれを撃沈し、他に1本が「「千鳥型水雷艇」に命中した」と判断された。
7月17日、グロウラーは64日間の行動を終えて真珠湾に帰投した。

### 第10の哨戒 1944年8月 - 9月
8月11日、グロウラーは10回目の哨戒で「パンパニト」「シーライオン」とウルフパック "Ben's Busters"（ベンの退治人たち） を構成し、南シナ海に向かった。8月31日、パンパニトがミ15船団を探知し、「クイーンフィッシュ」「バーブ」「タニー」のウルフパック "Ed's Eradicators"（エドのインク消し）とともにミ15船団部隊に接近していく。
グロウラーは「シーライオン」の攻撃によって発せられたと思われる火柱を見、浮上攻撃に決して目標を捜し求める事となった。明け方、グロウラーは北緯21度37分 東経121度34分 / 北緯21.617度 東経121.567度の地点でミ15船団を発見し、10,000トン級タンカーと7,500トン級輸送船に対して魚雷を3本ずつ発射し、タンカーに3本、輸送船に2本命中させて両目標とも撃沈したと判断される。やがて駆逐艦が接近して砲撃を仕掛けてきたので、この目標に対しては艦尾発射管より魚雷を4本発射し、1本が命中したのか目標は黒煙を発して沈没していった。
なおミ15船団部隊とウルフパックの戦闘を総合すると、「クイーンフィッシュ」がタンカー「千代田丸」を撃沈し、タンカー「力行丸」を撃破した。「バーブ」が輸送船「大国丸」を撃沈した。「シーライオン2世」が敷設艦「白鷹」を撃沈した。「タニー」に戦果はなかった。8月31日の襲撃でミ15船団部隊にこれ以上の被害はなく、また護衛艦も「白鷹」が沈没したのみで、駆逐艦や海防艦の損害もなかった。
この日の攻撃で魚雷が残り5本となった「シーライオン」は、補給のためウルフパックを一時離脱し、グロウラーは「パンパニト」とともにルソン海峡での哨戒を続ける。9月11日に「シーライオン」と再び合流し、8マイルの間隔を開いて新たな目標探しに勤しんだ。

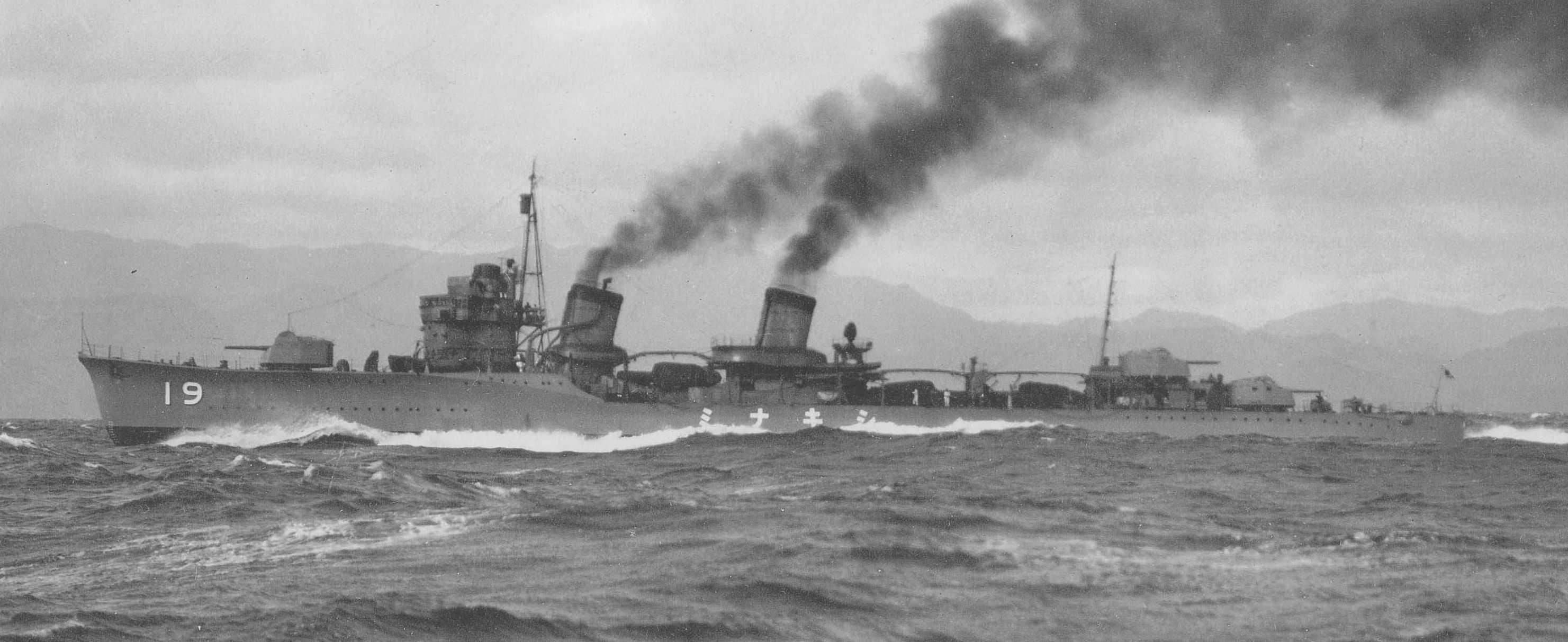
駆逐艦「敷波」

9月12日未明、グロウラーのレーダーは29,700ヤード (27.2 km) の距離に目標を探知し、戦闘配置が令される。この目標はこの船団はシンガポールから門司に向かっていたヒ72船団部隊であり、前日の航空機からの報告では「9月11日16時30分現在の位置は北緯17度45分 東経114度50分 / 北緯17.750度 東経114.833度で、9ノットで航行し針路20度」と報告されていたものであった。グロウラーは船団のほぼ正面に位置し、1時55分、グロウラーは北緯18度15分 東経114度20分 / 北緯18.250度 東経114.333度の地点で正面の「駆逐艦」に対して魚雷を3本発射し、うち1本が船団旗艦の海防艦「平戸」に命中。閃光を発し、水柱が消えると同時にその姿を消した。沈没により第六護衛船団司令部の梶岡定道少将が戦死した。
グロウラーは次の目標に2隻の7,500トン級輸送船を選び、魚雷を4本発射してそのうちの1本目から3本目が命中したと判断される。護衛艦からの反撃に備えて4インチ砲と40ミリ機関砲を護衛艦の方向に向けつつ17ノットで走り回り、その後、「シーライオン」と「パンパニト」が船団を攻撃する番となったため、グロウラーは戦線を一時離脱の後、戦闘配置を一時解いて一息入れた。明け方になって再び攻撃態勢に移り、潜航の後、目標を対潜掃討中の駆逐艦「敷波」に定める。6時55分、グロウラーは「敷波」に対して魚雷を6本発射し、うち2本が立て続けに命中して「敷波」は4分で沈没していった。魚雷が残り1本だけになったグロウラーの攻撃はここで終わって戦場を離脱し、「シーライオン」および「パンパニト」との最後の交信を9月13日夜まで行い、9月14日にフリーマントルに針路を向けた。
9月26日、グロウラーは45日間の行動を終えてフリーマントルに帰投した。

### 最後の哨戒 1944年10月 - 11月
10月20日、グロウラーは11回目の哨戒で「ヘイク」「ハードヘッド」とウルフパックを構成しルソン島近海に向かった。11月7日、グロウラーは俄かにSJレーダーの調子がおかしくなったため、故障内容を司令部に打電し、司令部から「帰投中の『ブリーム』と会合して部品を交換せよ」との命令を受けた。「ブリーム」のほうも11月8日の夜に命令を受信した。「ブリーム」は11月10日から11日にかけてグロウラーとの会合を予定して待機していたが、グロウラーはついに姿を見せなかった。「ハードヘッド」は11月7日夜、グロウラーから「SJレーダーの調子は非常に不安定」との報告を受け、約20分後には「ハードヘッド」に対して自艦の位置を「貴艦の東側、北緯14度25分 東経119度30分 / 北緯14.417度 東経119.500度、針路332度、13ノット」と報告した。その直後に一瞬でもグロウラーのSJレーダーの調子が安定したのか、11月8日1時33分に至り、「ハードヘッド」はグロウラーから目標を探知したとの報告があり、「ハードヘッド」自身のレーダーも1隻の大型船と2隻の小型船を探知した。この目標はボルネオ島ブルネイから重油7,000トンを搭載してマニラに向かっていた特設運送船（給油）「萬栄丸」（日東汽船、5,226トン）と、護衛の海防艦「千振」「第19号海防艦」、駆逐艦「時雨」であった。グロウラーはただちに「ハードヘッド」と「ヘイク」に迎撃できる位置を占めるよう指示を出し、ウルフパックは浮上状態のまま全速で目標に接近した。2時12分、「ハードヘッド」はさらにグロウラーから「目標の前900m置いて1隻、後ろ約1,300mに2隻の目標がいる」との報告を受け、続いて2時19分に「目標のコースは針路350度、14ノット、攻撃位置を取りにいけ」、2時32分には「目標のコースは針路315度、『ハードヘッド』は右側から攻撃せよ」との指令を受け取ったが、この一連の攻撃命令がグロウラーが健在だった最後の証となった。
「ハードヘッド」はレーダーで船団とグロウラーを確認したが、2時53分にグロウラーのいる位置と思しき辺りから「恐らく雷撃のような音」や得体が知れない爆発音を聴取。また、船団がコース変えたことを探知した。2時57分から59分にかけても爆発音を3度聴取したが、これ以降はグロウラーとは音信不通となった。「ハードヘッド」は浮上と潜航を繰り返しながら船団を攻撃できる絶好の位置につき、3時59分に萬栄丸に魚雷4本を命中させて撃沈するも、直後の4時2分から5時間近く制圧を受け、「ヘイク」も「ハードヘッド」同様に16時間制圧されて浮上できなかった。14時55分に「ハードヘッド」は浮上し、夜には同じく浮上した「ヘイク」と交信した。続いてグロウラーのいたと思われる付近を捜索したが、何も見つけることはできなかった。グロウラーの捜索は3日にわたって行われたが、徒労に終わった。7度の哨戒を成功させた歴戦の潜水艦は、原因不明で沈没したと記録された。全乗組員が行方不明となった。
船団攻撃の際に聴取された爆発音は「ヘイク」でも聴取されており、「正体不明」と報告した。しかし、その一方で「ヘイク」は16時間にわたる避退行動中に、近くのグロウラーのいるあたりから150もの爆雷の爆発音も聴取した、とも報告している。日本側の記録では「マニラ入港前夜、雷撃を受け万栄丸沈没。対潜掃蕩を行うも、戦果不明。即日反転、ミリに回航」（第19号海防艦）、「マニラ入港前夜、マニラ湾入口にて敵潜水艦の雷撃を受け、万栄丸沈没。対潜掃蕩後即日反転ミリに回航」（千振）と記録している。「ハードヘッド」による「萬栄丸」撃沈地点が北緯13度30分 東経119度25分 / 北緯13.500度 東経119.417度のカラミアン諸島ブスアンガ島沖と記録されており、そこからそう遠くはない地点でグロウラーは撃沈されたものと考えられる。
グロウラーは第二次世界大戦の戦功で8個の従軍星章を受章した。また、前述の  "Kangaroo Express"  の他に、駆逐艦に対する戦果が目立ったことから "Destroyer Buster" （駆逐艦退治人）という異名も授けられた。

## 創作への影響
- 『邦題：太平洋機動作戦、原題：Operation Pacific』（1951年、ジョージ・ワグナー監督）[122]

太平洋戦争においてアメリカ太平洋艦隊潜水艦部隊を率いたチャールズ・A・ロックウッド提督が監修した。架空のガトー級潜水艦「サンダーフィッシュ (USS Thunderfish) 」を舞台にした戦争映画で、デューク・ギフォード艦長をジョン・ウェインが演じる。劇中でQシップとの戦闘シーンがあり、「グロウラー」対「早埼」の戦闘およびギルモア艦長の自己犠牲をモチーフにしている。